# Sarah Suco

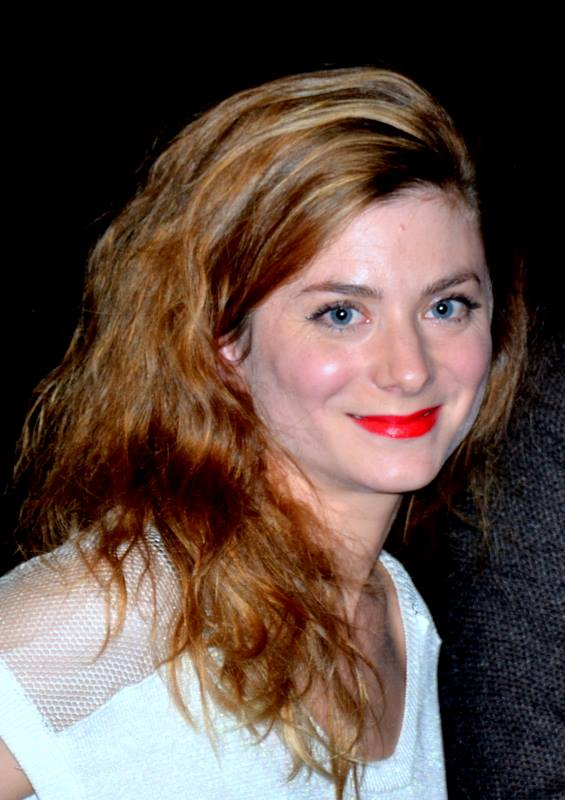
Sarah Suco (2015)

Sarah Suco (* 1981 in Montpellier) ist eine französische Filmschauspielerin und Filmregisseurin.

## Leben
Sarah Suco verbrachte die Zeit vom 8. bis zum 18. Lebensjahr in einer Religionsgemeinschaft der Charismatischen Bewegung, ehe sie sich entschloss auszusteigen. Mit 20 Jahren begann sie ein Schauspielstudium in Paris und Bordeaux. Seit 2009 ist sie als Filmschauspielerin aktiv, ihr Schaffen umfasst mehr als 40 Produktionen. Ihre Jugend in der Religionsgemeinschaft hat sie in dem Drama Les Éblouis verarbeitet, mit dem sie 2019 ihr Debüt als Spielfilmregisseurin gab.

## Filmografie (Auswahl)

### Schauspielerin
- 2011: Possessions
- 2013: Anna et Otto
- 2014: Discount
- 2015: L’Enquête
- 2015: La belle saison – Eine Sommerliebe (La Belle Saison)
- 2016: Rechenschaft (Carole Matthieu)
- 2016: Rastlos, Renée (Orpheline)
- 2017: Madame Aurora und der Duft von Frühling (Aurore)
- 2018: Guy
- 2018: Der Glanz der Unsichtbaren (Les invisibles)
- 2019: Dann schlaf auch du (Chanson douce)
- 2020: Meine Schwester, ihre Hochzeit & Ich (Le discours)
- 2020: Lucky
- 2021: Unschuld und Verlangen (Clèves)
- 2024: Die leisen und die großen Töne (En fanfare)

### Regisseurin
- 2019: Les Éblouis